# Ерікофон

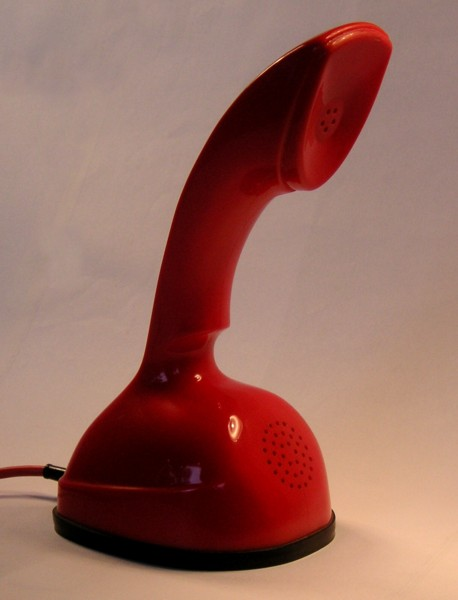
Ерікофон

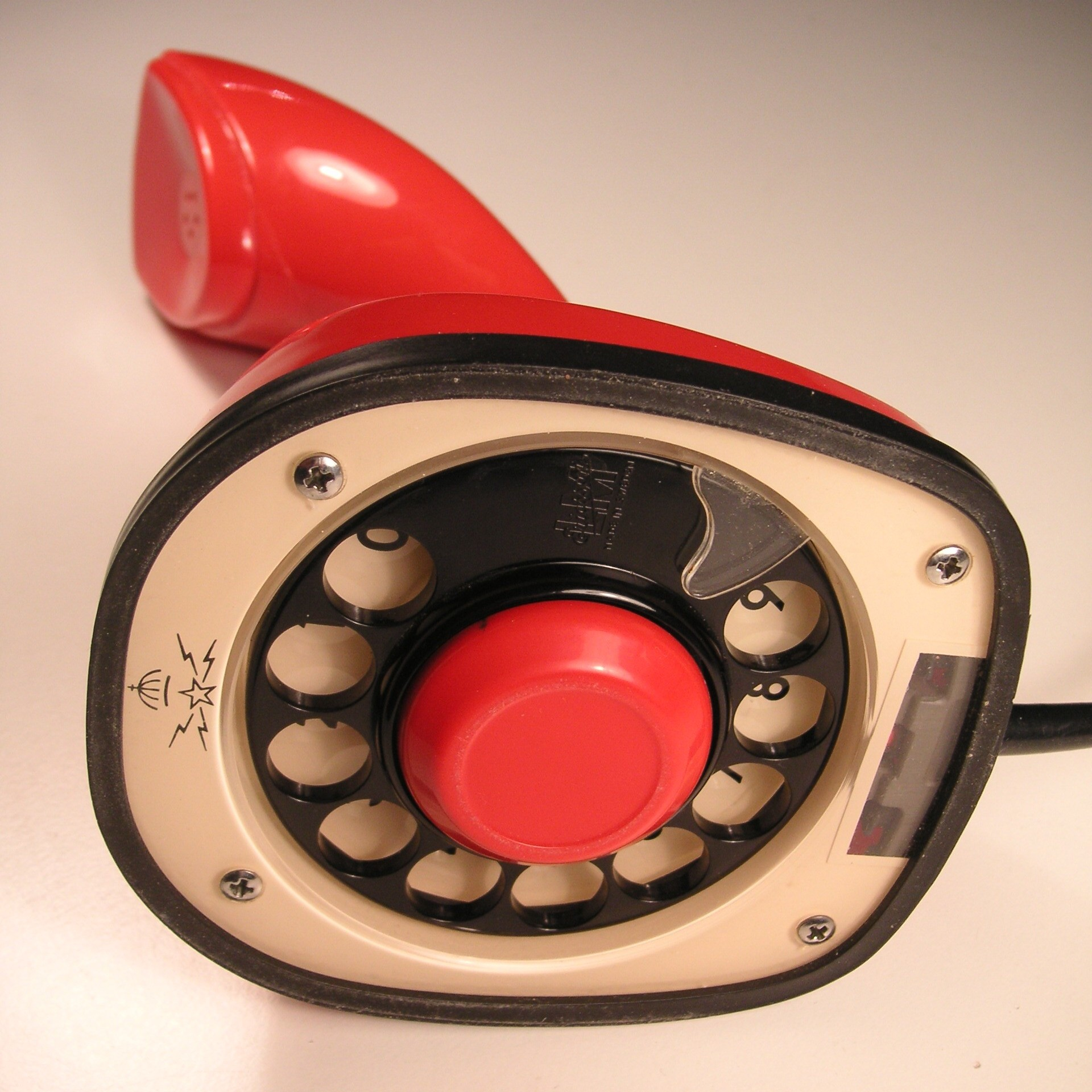
Ерікофон, дисковий номеронабирач

Ерікофон — стаціонарний телефон розроблений шведською  компанією Ericsson. Це був перший телефон серійного випуску, який об'єднував дисковий номеронабирач та слухавку в одному корпусі. Ця конструкція мала значний вплив на розвиток телефонів тож Ерікофон вважається одним з найважливіших промислових рішень ХХ століття. Даний пристрій можна побачити в музеї сучасного мистецтва в місті Нью-Йорк.

## Історія
Ерікофон був розроблений наприкінці 1940-х командою до якої входили  Gösta Thames, Ralph Lysell і Hugo Blomberg. Два основних компоненти телефона — слухавку і номеронабирач об'єднуються в єдине ціле. Серійне виробництво почалося в 1954 році, але на відкритий ринок модель потрапила лише в 1956 році.

## Дизайн
Телефон випускався в двох версіях. Рання версія була трохи довша та її динамік знаходився під кутом майже в 90 градусів до основи. Пізніша версія була коротша та мала динамік трохи нахилений вниз. Також корпус першої версії був відлитий з 2 частин, в той час як друга версія мала цільний корпус. Обидві версії випускались у 18 кольорах. 

## Кольори
Коли Ерікофон потрапив на ринок США він був доступний у 18 кольорах, але після перенесення виробництва до North Electric, кількість кольорів скоротилась до 8. Найпопулярнішими кольорами були: яскраво-червоний та яскраво-білий. Також в наявності були синій, зелений та рожевий кольори, але ніколи не було чорного. Іноді випускались телефони з металевою обробкою, але вони були призначені лише для рекламних акцій.

## Останні виробництва
Wild and Wolf виробляє копію Ерікофона під назвою "Scandiphone". Це сучасний кнопковий телефон доступний у декількох кольорах.

## Ерікофон у кіно
Ерікофон можна побачити у декількох фільмах та телевізійних шоу, зазвичай 1960х и 1970х років

## Зовнішні посилання
- http://www.ericofon.com/ [Архівовано 20 квітня 2021 у Wayback Machine.]
- Ericofon at the Museum of Modern Art [Архівовано 19 березня 2012 у Wayback Machine.]